# Tomás Marchiori
Tomás Ignacio Marchiori Carreño (Godoy Cruz, 20 giugno 1995) è un calciatore argentino, portiere del Vélez Sarsfield.

## Carriera
Marchiori è cresciuto nel settore giovanile del Gimnasia (M), ed ha debuttato in prima squadra nel corso della stagione 2013-2014 nel Torneo Argentino B, contro l'Huracán de Santa Fe. Nel settembre del 2017 ha conquistato il ruolo di portiere titolare ed al termine della stagione ha ottenuto con il club la promozione in Primera B Nacional. Ha esordito nel campionato cadetto argentino il 26 agosto 2018 contro il Temperley.
Il 2 ottobre 2020 è stato ceduto in prestito all'Atl. Tucumán fino a dicembre 2021. Ha debuttato il 1º novembre seguente nell'incontro di Copa Diego Armando Maradona vinto 4-1 contro il Racing Club. Al termine del prestito è stato acquistato a titolo definitivo dal club bianco-azzurro. Ad inizio 2023, con la cessione del titolare Carlos Lampe, è diventato il nuovo portiere titolare.
Il 15 gennaio 2024 è passato a titolo definitivo al Vélez Sarsfield.

## Statistiche

### Presenze e reti nei club
Statistiche aggiornate al 10 aprile 2025.
| Stagione               | Squadra                | Campionato             | Campionato | Campionato | Coppe nazionali | Coppe nazionali | Coppe nazionali | Coppe continentali | Coppe continentali | Coppe continentali | Altre coppe | Altre coppe | Altre coppe | Totale | Totale | Totale |
| Stagione               | Squadra                | Comp                   | Pres       | Reti       | Comp            | Pres            | Reti            | Comp               | Pres               | Reti               | Comp        | Pres        | Reti        | Pres   | Reti   |        |
| ---------------------- | ---------------------- | ---------------------- | ---------- | ---------- | --------------- | --------------- | --------------- | ------------------ | ------------------ | ------------------ | ----------- | ----------- | ----------- | ------ | ------ | ------ |
| 2013-2014              | Gimnasia (M)           | TAB                    | 1          | -1         | CA              | 0               | 0               | -                  | -                  | -                  | -           | -           | -           | 1      | -1     |        |
| 2014                   | Gimnasia (M)           | TAA                    | 0          | 0          | CA              | 1               | -1              | -                  | -                  | -                  | -           | -           | -           | 1      | -1     |        |
| 2015                   | Gimnasia (M)           | PBN                    | 0          | 0          | CA              | 0               | 0               | -                  | -                  | -                  | -           | -           | -           | 0      | 0      |        |
| 2016-2017              | Gimnasia (M)           | TFA                    | 1          | -1         | CA              | 5               | -6              | -                  | -                  | -                  | -           | -           | -           | 6      | -7     |        |
| 2017-2018              | Gimnasia (M)           | TFA                    | 15         | -5         | CA              | 1               | -1              | -                  | -                  | -                  | -           | -           | -           | 16     | -6     |        |
| 2018-2019              | Gimnasia (M)           | PBN                    | 22         | -25        | CA              | 0               | 0               | -                  | -                  | -                  | -           | -           | -           | 22     | -25    |        |
| 2020                   | Gimnasia (M)           | PBN                    | 20         | -20        | CA              | 2               | -1              | -                  | -                  | -                  | -           | -           | -           | 22     | -21    |        |
| Totale Gimnasia (M)    | Totale Gimnasia (M)    | Totale Gimnasia (M)    | 59         | -52        |                 | 9               | -9              |                    | -                  | -                  |             | -           | -           | 68     | -61    |        |
| ott.-dic. 2020         | Atl. Tucumán           | PD                     | -          | -          | CA+CdL          | 1+1             | 0 + -1          | -                  | -                  | -                  | -           | -           | -           | 2      | -1     |        |
| 2021                   | Atl. Tucumán           | PD                     | 0          | 0          | CA+CdL          | 0               | 0               | -                  | -                  | -                  | -           | -           | -           | 0      | 0      |        |
| 2022                   | Atl. Tucumán           | PD                     | 3          | -3         | CA+CdL          | 0+5             | 0 + -8          | -                  | -                  | -                  | -           | -           | -           | 8      | -11    |        |
| 2023                   | Atl. Tucumán           | PD                     | 27         | -27        | CA+CdL          | 0+14            | 0 + -12         | -                  | -                  | -                  | -           | -           | -           | 41     | -39    |        |
| Totale Atl. Tucumán    | Totale Atl. Tucumán    | Totale Atl. Tucumán    | 30         | -30        |                 | 21              | -21             |                    | -                  | -                  |             | -           | -           | 51     | -51    |        |
| 2024                   | Vélez Sarsfield        | PD                     | 26         | -15        | CA+CdL          | 5+17            | -6 + -15        | -                  | -                  | -                  | TC          | 1           | -3          | 49     | -39    |        |
| 2025                   | Vélez Sarsfield        | PD                     | 12         | -17        | CA              | 1               | 0               | CL                 | 2                  | -1                 | SA          | -           | -           | 15     | -18    |        |
| Totale Vélez Sarsfield | Totale Vélez Sarsfield | Totale Vélez Sarsfield | 38         | -32        |                 | 23              | -21             |                    | 2                  | -1                 |             | 1           | -3          | 64     | -57    |        |
| Totale carriera        | Totale carriera        | Totale carriera        | 127        | -114       |                 | 53              | -51             |                    | 2                  | -1                 |             | 1           | -3          | 183    | -169   |        |

## Palmarès
- Campionato argentino: 1

Vélez Sarsfield: 2024
- Supercopa Internacional: 1

Vélez Sarsfield: 2024